# HD 66598
HD 66598，又名CD-32 4766，SAO 198743、HR 3160，是一颗恒星，视星等为5.82，位于銀經249.52，銀緯-0.79，其B1900.0坐标为赤經7h 59m 9.9s，赤緯-32° -0.79′ 59″。